# NGC 265
NGC 265 é um aglomerado estelar aberto na Pequena Nuvem de Magalhães, que se encontra na constelação Tucana.